# Mycetophila alberta
Mycetophila alberta är en tvåvingeart som beskrevs av Charles Howard Curran 1927. Mycetophila alberta ingår i släktet Mycetophila och familjen svampmyggor. Inga underarter finns listade i Catalogue of Life.